# Georg Friedrich Hildebrandt

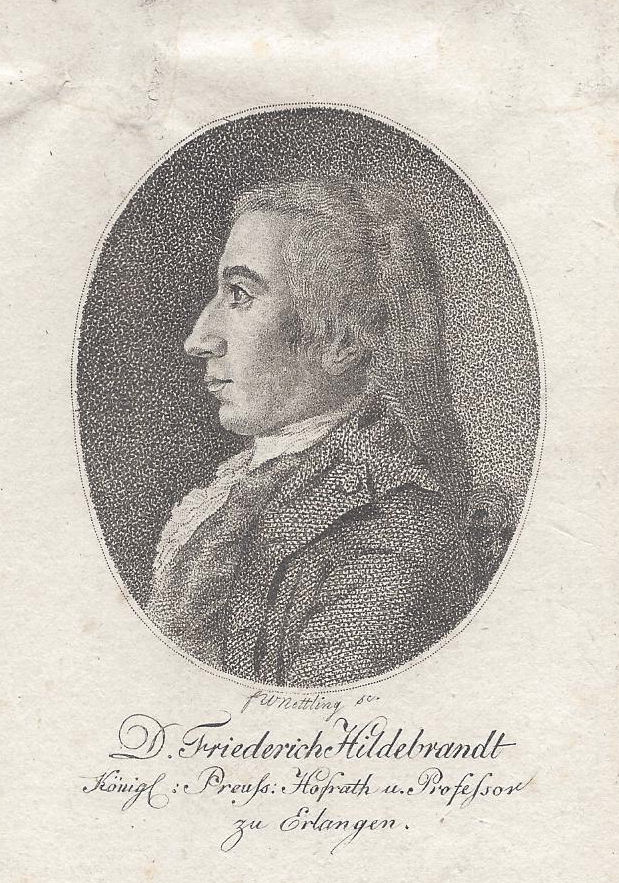
Georg Friedrich Hildebrandt, Kupferstich in Punktiermanier von Friedrich Wilhelm Nettling um 1800

Georg Friedrich Hildebrandt (* 5. Juni 1764 in Hannover; † 23. März 1816 in Erlangen) war ein deutscher Gelehrter, insbesondere Anatom und Physiologe, und in Erlangen Professor für Medizin, Chemie und Physik.

## Herkunft und Ausbildung
Der Sohn des königlich großbritannischen Leibchirurgen Johann Georg Hildebrand und der Johanna Eleonora Hildeband, geborene Hartmann, war früh verwaist, und wurde von seiner Stiefmutter Johanna Augusta Brandes umsorgt. Er war auf dem besten Wege, ein „völliger Taugenichts“ zu werden, wenn sich nicht der Neffe des aus Helstorf stammenden Seelzer Pastors Ludwig Christian Mensching (1716–1781), der Hofmedicus August Ludwig Mensching (1753–1804), der sich ins väterliche Haus eingemietet hatte, Hildebrandts Erziehung angenommen hätte. Als 12-Jähriger kam er in die oberste Klasse des dortigen Gymnasiums zum Direktor Johann Daniel Schumann und zum Rektor Heinrich Philipp Sextro. Als 16-Jähriger begann er sein Studium der Naturwissenschaften und Medizin an der Universität Göttingen unter Heinrich August Wrisberg, Johann Friedrich Blumenbach, Ernst Gottfried Baldinger und Johan Andreas Murray. Drei Jahre später wurde er mit der Arbeit De pulmonibus promoviert.

## Wissenschaftliche Laufbahn
Um praktische Erfahrung zu sammeln, besuchte er deutsche Manufakturen, Bergwerke und Krankenhäuser. 1785 kehrte er nach Göttingen zurück und wurde zunächst Privatdozent.
In Berlin traf er 1786 den Herzog von Braunschweig, der ihn zum Professor der Anatomie am Braunschweiger Anatomisch-Chirurgischen Institut ernannte, wo ihm von 1791 bis 1793 Georg Friedrich Mühry (1774–1848) als Assistent diente.
1793 wurde er als Professor der Medizin und Chemie nach Erlangen berufen. Im selben Jahr wurde er zum korrespondierenden Mitglied der Göttinger Akademie der Wissenschaften und zum Mitglied der Leopoldina gewählt. Nach der Abberufung von Johann Tobias Mayer nach Göttingen im Jahr 1799 übernahm er auch die Professur der Physik. Im gleichen Jahr wurde er Prorektor. 1812 wurde er als korrespondierendes Mitglied in die Preußische Akademie der Wissenschaften aufgenommen. Er war Ehrenmitglied der 1789 gegründeten Göttinger physikalischen Privat-Gesellschaft. Außerdem war er Mitglied der Freimaurerloge „Libanon zu den drei Cedern“ in Erlangen.

## Familie
Seine Tochter Julie heiratete 1809 Carl Hohnbaum.

## Veröffentlichungen (Auswahl)
- Chemische und mineralogische Geschichte des Quecksilbers. 1793.
- Lehrbuch der Physiologie. 1796.
- Lehrbuch der Anatomie des Menschen. 4 Bände. Braunschweig 1789–1792 (in vierter Auflage: Handbuch der Anatomie des Menschen 1830–1832 von Ernst Heinrich Weber herausgegeben).
- Beyträge zur chemischen Geschichte des Goldes. In: Alexander Nicolaus Scherer (Hrsg.): Allgemeines Journal der Chemie 3 (1799), S. 173–177.
- Encyklopädie der gesammten Chemie. 17 Bände. Walther, Erlangen 1799–1807 (Digitalisate aller Bände bei der Bayerischen Staatsbibliothek).
- Anfangsgründe der dynamischen Naturlehre

## Belege
1. ↑  Hildebrandt (Georg Friedrich). In: Johann Samuel Ersch, Johann Gottfried Gruber (Hrsg.): Allgemeine Encyclopädie der Wissenschaften und Künste Zweite Section: H–N. Achter Theil: Hibo–Hirudines. Brockhaus, Leipzig 1831, S. 123–126.
2. ↑  Hans Joachim Heerde: Das Publikum der Physik. Lichtenbergs Hörer. Wallstein, Göttingen 2006, S. 440.
3. ↑  Holger Krahnke: Die Mitglieder der Akademie der Wissenschaften zu Göttingen 1751–2001 (= Abhandlungen der Akademie der Wissenschaften zu Göttingen, Philologisch-Historische Klasse. Folge 3, Bd. 246 = Abhandlungen der Akademie der Wissenschaften in Göttingen, Mathematisch-Physikalische Klasse. Folge 3, Bd. 50). Vandenhoeck & Ruprecht, Göttingen 2001, ISBN 3-525-82516-1, S. 114.

| Personendaten    | Personendaten                           |
| ---------------- | --------------------------------------- |
| NAME             | Hildebrandt, Georg Friedrich            |
| KURZBESCHREIBUNG | deutscher Mediziner und Hochschullehrer |
| GEBURTSDATUM     | 5. Juni 1764                            |
| GEBURTSORT       | Hannover                                |
| STERBEDATUM      | 23. März 1816                           |
| STERBEORT        | Erlangen                                |